# Stakhànivka
Stakhànivka (en (ucraïnès): Стаханівка, en rus: Стахановка, Stakhànovka) és un poble de la República Autònoma de Crimea, a Ucraïna, que el 2014 tenia 857 habitants. Pertany al districte rural de Pervomàiske.